# ولستان
ولستان یکی از روستاهای استان آذربایجان شرقی است که در دهستان کاغذکنان مرکزی بخش کاغذکنان شهرستان میانه واقع شده‌است.
این روستا جنگلی و سرسبز است.
روستای ولستان به دلیل کاشت درختان دیمی نیاز به آب زیادی ندارد، دراین روستا باران زیاد می‌بارد، خاک حاصلخیزی دارد و گرمای مطلوبی دارد و به همین دلیل جنگلی است.
گودره که در کل میانه معروف است همراه با باغداران دارای درختان زیادی مثل درخت انگور، انجیر، ازگیل، سیب، گلابی، آلبالو و گیلاس، به، زردآلو، زرشک
آلو، هلو، توت، تمشک و… است و می‌توان از این درختان برداشت کرد چون آزاد است وصاحبی ندارد.
کمبود جمعیت در این رو باعث شده برخی درختان باغی خشک یا میوه کم دهند.
همچنین بعد از باغداری مردم این روستا به شغل کشت گندم مشغولند.
گندم این روستا در هیچکجای میانه نظیر ندارد.
همچنین مردم این روستا به کشت کدوحلوایی، عدس، نخود، خیار، بادمجان، گوجه فرنگی، سیب زمینی، کدو، پیاز و… نیز عادت دارند.
همچنین دامپروری و پرورش طیور نیز در این روستا یکی دیگر از شغل‌های مردم است.